# ケントン郡 (ケンタッキー州)
ケントン郡（英: Kenton County）は、アメリカ合衆国ケンタッキー州の最北端に位置する郡である。人口は16万9064人（2020年）で、州内第3位の郡である（第1位はジェファーソン郡、第2位はファイエット郡）。郡庁所在地はコビントンおよびインディペンデンスであり、同郡で人口最大の都市はコビントンである。隣接するキャンベル郡と共に州内で法律で定められた郡庁所在地が2つある郡である。ケントン郡は1840年に設立され、郡名はケンタッキー州初期の歴史で著名だった開拓者サイモン・ケントン（1755年-1836年）に因んで名付けられた。

## 地理
アメリカ合衆国国勢調査局に拠れば、郡域全面積は164.38平方マイル (425.7 km2)であり、このうち陸地161.97平方マイル (419.5 km2)、水域は2.42平方マイル (6.3 km2)で水域率は1.47%である。ケントン郡はリッキング川がオハイオ川に合流する所にあり、またブルーグラス地域の外郭部にあたる。土地の標高は455フィート (139 m) から960フィート (293 m)までである。

### 隣接する郡
- ハミルトン郡 (オハイオ州) - 北、オハイオ川の対岸
- キャンベル郡 - 東、リッキング川の対岸
- ペンドルトン郡 - 南東
- グラント郡 - 南西
- ブーン郡 - 西

## 人口動態
以下は2000年の国勢調査による人口統計データである。
| 基礎データ - 人口: 151,464人 - 世帯数: 59,444 世帯 - 家族数: 39,470 家族 - 人口密度: 361人/km2（935人/mi2） - 住居数: 63,571軒 - 住居密度: 151軒/km2（392軒/mi2） 人種別人口構成 - 白人: 93.99% - アフリカン・アメリカン: 3.84% - ネイティブ・アメリカン: 0.15% - アジア人: 0.59% - 太平洋諸島系: 0.03% - その他の人種: 0.41% - 混血: 1.00% - ヒスパニック・ラテン系: 1.10% 年齢別人口構成 - 18歳未満: 26.3% - 18-24歳: 9.2% - 25-44歳: 31.9% - 45-64歳: 21.4% - 65歳以上: 11.1% - 年齢の中央値: 34歳 - 性比（女性100人あたり男性の人口） - 総人口: 96.2 - 18歳以上: 91.9 | 世帯と家族（対世帯数） - 18歳未満の子供がいる: 33.4% - 結婚・同居している夫婦: 50.1% - 未婚・離婚・死別女性が世帯主: 12.1% - 非家族世帯: 33.6% - 単身世帯: 27.8% - 65歳以上の老人1人暮らし: 9.0% - 平均構成人数 - 世帯: 2.52人 - 家族: 3.11人 収入と家計 - 収入の中央値 - 世帯: 43,906米ドル - 家族: 52,953米ドル - 性別 - 男性: 37,845米ドル - 女性: 27,253米ドル - 人口1人あたり収入: 22,085米ドル - 貧困線以下 - 対人口: 9.0% - 対家族数: 7.1% - 18歳未満: 12.0% - 65歳以上: 7.7% |

## 都市と町
| - ブロムリー - コビントン - 郡庁所在地 - クレセントスプリングス - クレストビューヒルズ - エッジウッド - エルスミア - アーランガー - フェアビュー - フォートミッチェル - フォートライト - インディペンデンス - 郡庁所在地 | - ケントンベール - レイクサイドパーク - ラトニアレイクス - ルドロー - パークヒルズ - ライランドハイツ - テイラーミル - ビラヒルズ - バイセイリア - ウォルトン |

バイセイリアとラトニアレイクスは都市としては解体された。

### 未編入の町
- ラトニア
- ニコルソン
- アットウッド

## 教育

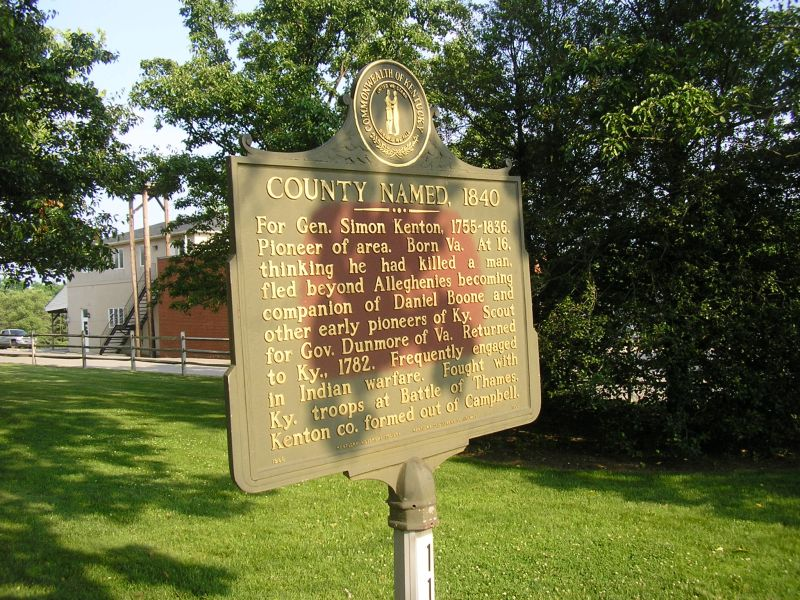
インディペンデンス市にある郡の歴史標識

ケントン郡の公共教育はすべて郡内にある5つの教育学区が管轄しており、その中には最南部の田園地帯や北部の都市化が進んだ地域のものもある。
- ケントン郡教育学区
- コビントン独立公共教育学区
- ビーチウッド独立公共教育学区、フォートミッチェル市
- ルドロー独立教育学区
- エアランジャー・エルスミア教育学区

### 私立高校
カトリック系教育体系は公共教育と同じくらい広範に行われている。コビントン教区の教育部が運営している。郡内に17の学校がある。

### 高等教育機関
トマス・モア・カレッジが郡の中にある唯一の高等教育機関である。北ケンタッキー大学がコビントン市ディキシー・ハイウェイ1401にキャンパスを持っている。その本キャンパスはリッキング川の対岸約4マイル (6 k) にある。ケンタッキー・コミュニティ工科カレッジ・システムもゲイトウェイ・コミュニティ工科カレッジを開校している。その授業はブーン郡、コビントン市、パークヒルズ市、エッジウッド市にあるキャンパスで行われている。

## 図書館
ケントン郡公共図書館はコビントン市、エアランジャー市、インディペンデンス市に支所を持っている。エアランジャー支所は州内で最も利用料の多い図書館支所にまでなった。
2008年、ケントン郡公共図書館は、ヘネンのアメリカ公共図書館格付けで州内最高位になった。